# Das Nachtlager in Granada

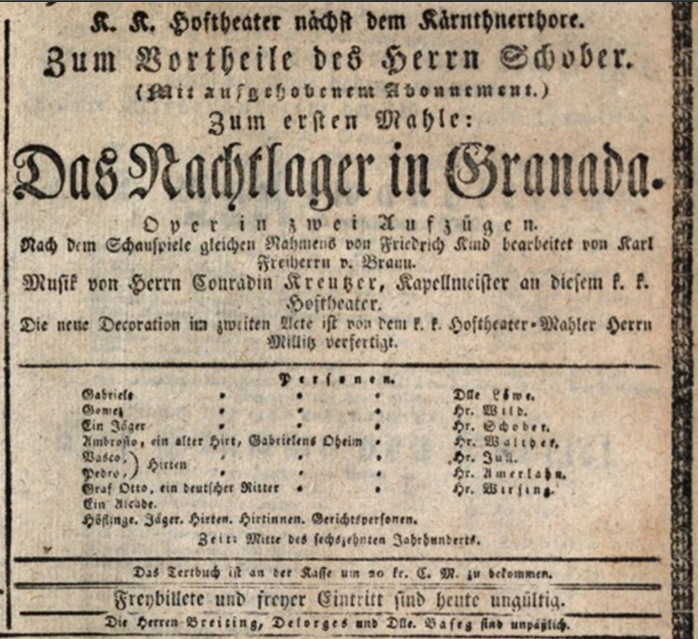
Imagen del programa de mano del estreno.

Das Nachtlager in Granada (El campamento nocturno en Granada) es una ópera romántica en dos actos con música de Conradin Kreutzer y libreto en alemán de Karl Johann Braun von Braunthal basada en el drama Das Nachtlager von Granada de Johann Friedrich Kind. La primera versión se estrenó con diálogo hablado el 13 de enero de 1834 en el Theater in der Josefstadt, de Viena.

## Historia
Después de la primera versión, de 1834, hubo una segunda, con recitativos, que se estrenó el 9 de marzo de 1837 en el Theater am Kärntnertor. Posteriormente se representó en Londres en el anterior Prince's Theatre el 13 de mayo de 1840, y en Nueva York el 15 de diciembre de 1862.
Hay una grabación disponible en premiereopera.net de una representación en Friburgo el 19 de octubre de 2002, dirigida por Georg Cristoph Sandmann.
En las estadísticas de Operabase, Das Nachtlager in Granada aparece con sólo una representación en el período 2005-2010, siendo la primera y única de Kreutzer.

## Personajes
| Personaje                                               | Tesitura | Reparto del estreno, 13 de enero de 1834 (Director: Conradin Kreutzer) |
| ------------------------------------------------------- | -------- | ---------------------------------------------------------------------- |
| Gabriela, sobrina de Ambrosio                           | soprano  | Anna Segatta                                                           |
| Gómez, un joven pastor                                  | tenor    | Josef Emminger                                                         |
| Un cazador                                              | barítono | Karl-Josef Pöck                                                        |
| Conde Otto, un noble alemán                             | bajo     | Brava                                                                  |
| Vasco, un pastor                                        | tenor    | Rott                                                                   |
| Pedro, un pastor                                        | bajo     | Koch                                                                   |
| Ambrosio, un viejo pastor                               | bajo     | Borschitzky                                                            |
| Un Alcalde                                              | barítono | Josef Preisinger                                                       |
| Cazadores, servidores, pastores y pastoras, magistrados |          |                                                                        |

## Argumento
La acción se desarrolla en Granada (España) a mediados del siglo XVI. El príncipe regente Maximiliano, futuro emperador, en el transcurso de una cacería, se separa de sus cortesanos y se encuentra con una hermosa campesina, Gabriela, a la que no descubre su identidad. Pero Gabriela ama a otro hombre, Gómez, y es pretendida por el pastor Vasco. El príncipe, haciéndose pasar por un cazador perdido, pide asilo a los pastores para pasar la noche. Pero ellos proyectan matarlo para despojarlo de sus pertenencias.

## Nots y referencias
- Esta obra contiene una traducción  derivada de «Das Nachtlager in Granada» de Wikipedia en inglés, publicada por sus editores bajo la Licencia de documentación libre de GNU y la Licencia Creative Commons Atribución-CompartirIgual 4.0 Internacional.

Fuentes
- Warrack, John y West, Ewan (1992), The Oxford Dictionary of Opera, 782 páginas,  ISBN 0-19-869164-5

On line
- Amadeus almanac
- The Met Recordings
- Das Nachtlager in Granada